# Британський тихоокеанський флот
Тихоокеанський флот (Велика Британія) (англ. British Pacific Fleet) — одне з оперативно-стратегічних об'єднань Королівського військово-морського флоту Великої Британії, що перебувало у складі флоту з 1944 року по 1945 роки. Основним призначенням флоту, до складу якого входили корабельні угруповання флотів країн Співдружності, було протистояння з японським флотом. Один з найбільших флотів, що коли-небудь існували в Королівському флоті, на час завершення війни в Азії мав 4 лінійних кораблі, 6 авіаносців, 15 ескортних авіаносців, 11 крейсерів та багато інших бойових кораблів, підводних човнів і суден.